# Dvojlodí

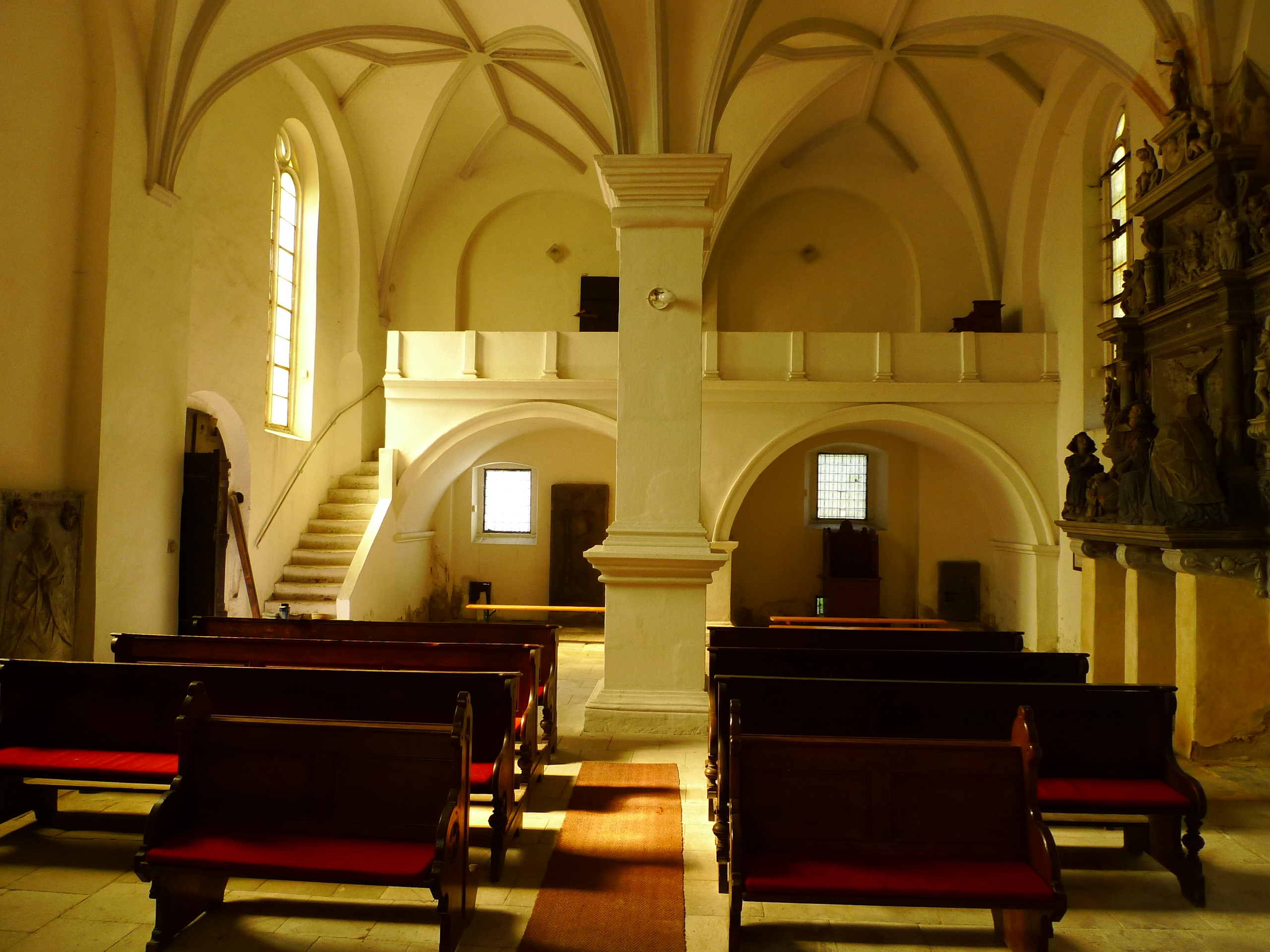
Halové dvojlodí kostela ve Valtířově

Dvojlodí je architektonický termín, označující spojení dvou lodí, tj. podélných, zastropených prostorů pod jednou střechou. V souvislostech církevní architektury, kde se termín používá nejčastěji (byť ne výlučně), dvojlodní kostely bývají zaklenuty klenbou či řadou kleneb, ale mohou být i plochostropé – což platilo zejména v období románské architektury. Obě lodě jsou zpravidla rozděleny řadou sloupů či pilířů, tvořících arkádu. Má-li chrámový prostor dvě stejně vysoké a široké lodě (časté např. u gotických kostelů v jižních Čechách), nazývá se síňové dvojlodí, pokud je však jedna z lodí vyšší či širší (časté u menších středověkých klášterních kostelů, kdy prostor jedné z bočních lodí zaujala křížová chodba kláštera – např. v bývalém augustiniánském klášteře v Pšovce u Mělníka), pak se hovoří o hlavní a boční lodi.